# عمر عديل
عمر عبد الحميد عديل علي البشير (21 يوليو 1923 - 1976) كان موظفًا مدنيًا ودبلوماسيًا سودانيًا. وهو أول ممثل دائم للسودان لدى الأمم المتحدة.

## سيرته

### النشأة والتعليم
وُلِد عادل في 21 يوليو 1923، في قرية باجا بالقرب من دنقلا، ولاية الشمالية أثناء الاحتلال الإنجليزي المصري للسودان.  أنهى دراسته الثانوية في عطبرة، ثم انتقل إلى الخرطوم للدراسة في كلية جوردون التذكارية لكنه غادر بعد إكمال سنته الثانية.

### الحياة مهنية
عادل جلس لامتحان الخدمة المدنية. عمل كاتباً في مصلحة السكك الحديدية السودانية (1942 – 1943)، ثم في قوة دفاع السودان (1943 – 1945)، ثم في مصلحة الجمارك (1945 – 1947)، ثم في إدارة الشرطة (1948 – 1956).
أثناء عمله مع إدارة الشرطة، حصل عادل على دبلوم في القانون من جامعة إكستر، ثم حصل على درجة البكالوريوس في القانون من جامعة لندن. بين عامي 1954 و1956، كان جزءًا من الفريق الانتقالي الذي عمل بين الحاكم العام لحكومة السودان والحكومة السودانية المؤقتة.
أصبح عادل سفيراً للسودان في إيطاليا بعد استقلال السودان عام 1956. في 30 يوليو 1957، أصبح عادل أول ممثل دائم للسودان لدى الأمم المتحدة، حيث أصبح عضوًا في الكتلة الآسيوية الأفريقية في الأمم المتحدة. وفي عام 1962، انتُخب بالإجماع رئيسًا للجنة السياسية للجمعية العامة للأمم المتحدة. 
في عام 1964، كان عادل أحد المرشحين الثلاثة لمنصب الرئيس التاسع عشر للجمعية العامة للأمم المتحدة. تم انتخاب أليكس كوايسون ساكي، وحصل على 18 صوتًا من أصل 33، ليصبح أول أفريقي أسود يشغل هذا المنصب. في سبتمبر 1965، تم استبدال عادل بفخر الدين محمد كممثل دائم للسودان لدى الأمم المتحدة.
في عام 1965، خدم عادل كأحد مراقبي الأمم المتحدة في الانتخابات العامة في جزر كوك عام 1965. في عام 1966، تم تعيين عادل ممثلاً للأمم المتحدة في "قضية عدن"، والتي كانت تشير إلى قضية إنهاء الاستعمار من مستعمرة عدن البريطانية، بما في ذلك محميات عدن الشرقية والغربية، والجزر المحيطة بها، ووضعها المستقبلي.
في عام 1974، أصبح عادل الممثل المقيم لبرنامج الأمم المتحدة الإنمائي في العراق. هناك، أصبح صديقًا مقربًا لأحمد حسن البكر، رئيس العراق من عام 1968 إلى عام 1979.

### الحياة الشخصية والوفاه
في عام 1972، اتهمت امرأة من نيويورك عادل بأنه والد طفلها وطالبته بالدعم المالي. وقد استند عادل إلى الحصانة الدبلوماسية، مما أدى إلى رفض القضية.
توفي عادل في عام 1976.

## الجوائز والأوسمة
حصل عادل على وسام الصليب الأعظم من وسام القديس سيلفستر، ووسام الاستحقاق للجمهورية الإيطالية، والضابط الأعظم من وسام منليك الثاني. 